# Груздевка (Новосибірська область)
Груздевка (рос. Груздевка) — присілок у Каргатському районі Новосибірської області Російської Федерації.
Входить до складу муніципального утворення Карганська сільрада. Населення становить 87 осіб (2010).

## Історія
Згідно із законом від 2 червня 2004 року органом місцевого самоврядування є Карганська сільрада.

## Населення
| 2002 | 2007 | 2010 |
| ---- | ---- | ---- |
| 158  | ↘143 | ↘87  |